# Liliane Bettencourt
Pour les articles homonymes, voir Bettencourt et Schueller (homonymie).
Liliane Bettencourt, née Liliane Schueller le 21 octobre 1922 dans le 7e arrondissement de Paris et morte le 21 septembre 2017 à Neuilly-sur-Seine, est une femme d'affaires et milliardaire française.
Elle est la fille unique et héritière de Eugène Schueller, fondateur — entre autres — de la Société française de teintures inoffensives pour cheveux devenue depuis le groupe L'Oréal.
Veuve de l'ancien ministre André Bettencourt, elle est la première actionnaire de la multinationale L'Oréal. Elle est en 2016, d'après le magazine Forbes, la femme la plus fortunée du monde, et la 11e personne la plus riche du monde avec une fortune estimée à 36,1 milliards de dollars américains. Après sa mort, sa fille Françoise lui succède au titre de femme la plus riche du monde, étant même la première à atteindre les 100 milliards de fortune.

## Biographie
Liliane Henriette Charlotte Betsy Schueller est la fille unique d'Eugène Schueller, le fondateur du groupe L'Oréal, et de Louise Doncieux, surnommée « Betsy », qui meurt d'un abcès au foie lorsque Liliane a cinq ans.
Elle se marie le 8 juin 1950 à Vallauris avec André Bettencourt, dirigeant du groupe L'Oréal et homme politique français.
Ils ont une fille, Françoise Bettencourt Meyers, née le 10 juillet 1953, qui leur a donné deux petits-fils : Jean-Victor Meyers (né en 1986) et Nicolas Meyers (né en 1988).
Elle est brièvement stagiaire chez L'Oréal dès 1937. En 1957, elle hérite de l'entreprise de son père. Médiatiquement discrète, elle n'en suit pas moins de près les affaires de l'entreprise, en particulier son développement international sans pour autant s'ingérer dans sa gestion quotidienne.
Son mari, André Bettencourt menant une carrière politique, devenant notamment ministre des Affaires étrangères, elle l'accompagne en Chine afin de rencontrer le président Mao Zedong. À propos de ce dernier, elle déclare : « Il m'aimait bien. Peut-être trop… ».
À partir de 1980, elle devient la femme la plus riche de France.
Avec son mari, elle crée le 22 décembre 1987 la fondation Bettencourt-Schueller, dédiée au mécénat dans les domaines de la recherche médicale, de la culture et de l'humanitaire.
Liliane Bettencourt a toujours résidé dans son hôtel particulier à Neuilly-sur-Seine (Hauts-de-Seine), où elle recevait avec son mari des artistes, des personnalités politiques et du monde des affaires.
Elle perd son mari André Bettencourt en novembre 2007 et les années qui suivent sont marquées par deux affaires judiciaires, largement reprises par la presse et qui amènent Liliane Bettencourt à s'exprimer publiquement sur les affaires Banier-Bettencourt et Woerth-Bettencourt.
Elle meurt à son domicile de Neuilly sur Seine dans la nuit du 20 au 21 septembre 2017, à l'âge de 94 ans.
Ses obsèques ont lieu le 26 septembre 2017 en l'Église Saint-Pierre de Neuilly-sur-Seine en présence de la famille Bettencourt-Meyers, de l'ancien Président Valéry Giscard d'Estaing et de l'ancien Premier ministre Édouard Balladur.
Son héritière est sa fille Francoise Bettencourt-Meyers.

### Affaire Banier
La première affaire concerne une plainte de sa fille, Françoise Bettencourt Meyers, qui, en décembre 2008, accuse d'abus de faiblesse l'artiste François-Marie Banier, que sa mère a rencontré au milieu des années 1980,. Elle le soupçonne d'avoir largement profité de l'argent de sa mère, qui s'en défend, de l’avoir tripotée, et demande la mise en tutelle de cette dernière. L'avocat de Liliane Bettencourt, Me Georges Kiejman, annonce le 28 août 2010 que celle-ci a révoqué, courant juillet, la qualité de légataire universel accordée à François-Marie Banier. Le 7 décembre 2010, Liliane Bettencourt et sa fille annoncent à la presse leur réconciliation.

### Affaire Woerth-Bettencourt
Liliane Bettencourt est également mise en cause dans une affaire politico-financière, l'affaire Woerth-Bettencourt. Liliane Bettencourt a financé légalement des partis et personnalités, mais est également soupçonnée d'avoir financé illégalement la campagne présidentielle de Nicolas Sarkozy,.

### Mise sous tutelle
Liliane Bettencourt est mise sous tutelle en octobre 2011, décision confirmée en appel le 18 janvier 2012, en raison de l'« altération de ses facultés cognitives ». Elle est exercée par l'homme d'affaires Olivier Pelat.

## Fortune et revenus

Banque de Tolérance, 290 x 150 cm, crayon sur papier, par Filip Markiewicz (2010).

Surnommée par les médias « l'héritière de L'Oréal », Liliane Bettencourt était à la tête d'une importante fortune, gérée par la holding de patrimoine Téthys, longtemps dirigée par Patrice de Maistre.
Selon un article du quotidien Le Monde paru le 7 juillet 2005, la participation directe détenue par Liliane Bettencourt dans L'Oréal fait d'elle la seconde femme la plus riche du monde. En 2009, elle reste la femme la plus riche d'Europe. En 2010, elle devient selon Forbes, la troisième femme la plus riche du monde avec une fortune personnelle évaluée à 20 milliards de dollars. Elle prend ainsi la 17e place du classement des fortunes mondiales. Elle est la deuxième fortune française en 2010 selon ce magazine ou la troisième selon le magazine Challenges.
Elle possède une résidence de vacances sur la pointe de l'Arcouest construite par son père, en face de l'île-de-Bréhat en Bretagne. Elle possède par ailleurs une villa au cap de Formentor, sur l'île de Majorque, et une propriété, à Saint-Maurice-d'Ételan, en Normandie (Les Belles roches) qu'elle a cédée à un membre de la famille de son mari quelques mois après le décès de celui-ci. Elle a été également propriétaire de l'île d'Arros aux Seychelles vendue en 2012 pour 60 millions de dollars (49 millions d’euros) à une entreprise liée à la fondation suisse Save our Seas Foundation (SOSF), dont le Saoudien Abdulmohsin al-Sheikh est le président. Elle possède aussi une collection de tableaux dont des toiles de Chirico, Fernand Léger, Picasso, Girodet, Matisse, Munch, Juan Miro, Braque pour une évaluation de 19,5 millions d'euros en 2001. Toutes ces toiles ont fait l'objet d'une donation en nue-propriété à François-Marie Banier par acte du 23 février 2001, Liliane Bettencourt en conservant l'usufruit pour le reste de sa vie.
En 2010, l'enquête judiciaire autour de l'affaire Woerth-Bettencourt fait peser sur Liliane Bettencourt des soupçons d'évasion fiscale, dont la presse se fait largement écho,. Son gestionnaire de fortune a en effet affirmé en juin 2010 qu'elle disposait de deux comptes non déclarés en Suisse, d'un montant total de 78 millions d'euros. Ces affirmations sont implicitement confirmées par Liliane Bettencourt, qui promet de régulariser sa situation fiscale.
Le 31 mai 2011, plusieurs sites dont Investir reprennent l'information du quotidien Les Échos à paraître le lendemain sur l'entrée de Liliane Bettencourt à hauteur de 20 % dans le capital de la société de Stéphane Courbit LOV Group par l'intermédiaire de la Financière de L'Arcouest (société créée pour l'occasion du nom de sa propriété en Bretagne).
En 2012, Liliane Bettencourt touche 360 millions d'euros de dividendes car elle détient alors 180 millions d'actions et les dividendes versés sur le résultat 2011 étaient de 2 € par action.
En mars 2013, Liliane Bettencourt est classée comme la femme la plus riche du monde par le magazine Forbes prenant la première place à l'Australienne Gina Rinehart avec une fortune totale estimée à 30 milliards de dollars.
En septembre 2017, Forbes l'annonce comme la femme la plus riche du monde, avec une fortune qui s'élève à 39,5 milliards de dollars.

## Le groupe L'Oréal

Groupe L'Oréal

Liliane Bettencourt hérite du groupe L'Oréal au décès de son père, en 1957.
Elle choisit de ne pas le délocaliser, ce qui lui aurait pourtant profité financièrement.
Pendant la campagne présidentielle de 1974, en prévision d'une éventuelle nationalisation du groupe L'Oréal, la famille Bettencourt réalise un échange d'actions avec Nestlé. La famille Bettencourt détient depuis cette date 4 % du capital de Nestlé. Le capital du groupe L'Oréal est quant à lui détenu à 53,85 % (soit 364 042 900 actions) par Gesparal, une holding dont la famille Bettencourt-Meyers détient 51 % et Nestlé 49 % des parts. Gesparal possède en outre 71,66 % des droits de votes au sein du groupe L'Oréal.
Le 3 février 2004, la famille Bettencourt-Meyers et Nestlé signent une fusion à effet rétroactif entre L'Oréal et Gesparal : la famille Bettencourt-Meyers et Nestlé deviennent actionnaires directs de L'Oréal, au 1er janvier 2004. La famille Bettencourt détient désormais 27,48 % du capital (soit 185 661 879 actions) et 28,58 % des droits de votes de L'Oréal, contre respectivement 26,38 % (soit 178 381 021 actions) et 27,46 % pour Nestlé. Les deux parties s'engagent à ne pas augmenter leurs participations respectives et à ne pas les céder pendant une durée de cinq ans. Depuis 2009, seule subsiste une clause de préemption réciproque.
Depuis 2004, les participations de la famille Bettencourt sont logées dans la société Téthys, dont Liliane Bettencourt est la gérante. Ces actions ont fait l'objet en 1992 d'une donation en nue-propriété de la part de Liliane Bettencourt à sa fille (deux tiers) et à ses deux petits-fils (un tiers), Liliane Bettencourt bénéficiant de l'usufruit (les dividendes) et se réservant les droits de vote au sein du conseil d'administration de L'Oréal.

## Fiscalité

### Impôt sur le revenu
En 2009, selon des calculs faits par l'hebdomadaire Le Canard enchaîné, l'impôt sur le revenu de Liliane Bettencourt devrait être inférieur à 25 millions d'euros, soit un taux d'imposition de 9 %, malgré les 280 millions d'euros de dividendes versés par le groupe L'Oréal en 2009.
En effet, du fait de l'optimisation fiscale, Liliane Bettencourt n'est imposée que sur les rémunérations de la holding de patrimoine Téthys, soit 145 millions d'euros en 2009, les 135 millions restants demeurant dans les actifs de cette holding, qui détient environ 30 % du capital de L'Oréal.

### Bouclier fiscal
De 2006 à 2010, le Trésor public a remboursé 100 millions d'euros à Liliane Bettencourt au titre du bouclier fiscal. En 2008, le montant des sommes remboursées au titre du bouclier fiscal a été 30 millions d'euros, soit 5 % de son coût total,.
L'économiste Thomas Piketty explique qu'il lui suffit en tant que rentière de ne se verser annuellement que des dividendes relativement modestes pour que le montant de son ISF lui soit quasi intégralement remboursé en vertu du bouclier fiscal. Liliane Bettencourt se retrouve ainsi d'après ses calculs avec un taux d'imposition très faible, d'environ 6 % de ses revenus, « bien inférieur à celui des salariés de L’Oréal, et de tous ceux qui n’ont que leur travail pour vivre » souligne-t-il.

### Redressement
Le 22 novembre 2011, Mediapart révèle que le fisc, dans le cadre d'un redressement fiscal, réclame à Liliane Bettencourt 77 752 139 euros au titre de l'impôt sur la fortune (ISF), pour les années 2004 à 2010, et au titre de l'impôt sur le revenu, pour les années 2006 à 2009.

## Fondation et donations
Avec son époux, elle crée le 22 décembre 1987 la Fondation Bettencourt Schueller, dédiée au mécénat. Cette fondation finance notamment une ONGI de lutte contre le sida, Solthis, ce qui a valu à Liliane Bettencourt la Légion d'honneur (promotion Santé). Le 11 février 2010, elle lègue à cette fondation la somme de 552 millions d'euros. Il s'agit de la plus importante donation privée en France, qui permettra la construction d'un centre de recherche médicale[réf. nécessaire].
Depuis 2006, une chaire annuelle porte son nom au Collège de France sur le thème de l'innovation technologique.
En mai 2011, Liliane Bettencourt a fait une donation de 10 millions d'euros à l'Institut de France.

## Décoration
Le 31 décembre 2001, elle est nommée au grade de chevalier dans l'ordre national de la Légion d'honneur au titre de « présidente d'une fondation de lutte contre le sida ; 43 ans d'activités professionnelles et sociales ».

## Dans la culture populaire
- Les enregistrements pirates réalisés entre 2007 et 2010 par le maitre d'hôtel de Liliane Bettencourt, « servent de base au documentaire de Baptiste Etchegaray et Maxime Bonnet », “L'affaire Bettencourt: scandale autour de la femme la plus riche du monde”[49], « qui se dévore comme une série à suspense »[49], où « les reconstitutions sont soignées et légères avec le parti pris intelligent d'une caméra en surplomb »[49]. Cette série de trois épisodes, diffusée sur la plateforme Netflix à la fin 2023, se base entièrement « sur les enregistrements réalisés par le maitre d'hôtel » au domicile de Liliane Bettencourt[50],[51],[52],[53]. Ce documentaire « s’est hissé à la tête des audiences de la plateforme de streaming en l’espace de cinq jours. » au point de figurer en deuxième position dans le top 10 mondial des séries non anglo-saxonnes et d'avoir été visionnée 3,8 millions de fois en quatre jours, pour une durée de 9,5 millions d’heures[54].